# Batalla de Cástulo
La batalla de Cástulo fue uno de los dos episodios de la conocida batalla del Betis Superior, un conflicto militar que tuvo lugar durante la segunda guerra púnica entre Cartago y la República romana. La batalla de Cástulo fue el primero de dos enfrentamientos consecutivos entre el ejército cartaginés liderado por Asdrúbal Barca, Magón Barca (hermanos de Aníbal) y Asdrúbal (hijo de Giscón) y el ejército romano bajo el mando de Publio Cornelio Escipión y Cneo Cornelio Escipión Calvo. Ambos hermanos Escipión resultaron muertos.

## Situación estratégica
Publio Cornelio Escipión y su hermano Cneo Cornelio Escipión Calvo habían estado entre 218 a. C. y 211 a. C. en Hispania evitando que las tropas hispanas se dirigieran a apoyar a Aníbal Barca, que se encontraba luchando contra los romanos en la península itálica.
Tras la derrota de Asdrúbal Barca en la batalla de Dertosa en la primavera de 215 a. C., los romanos habían asegurado sus posiciones en el norte de la Ebro y procedieron a ganarse la lealtad hacia la causa romana de una serie de tribus íberas. Desde Tarraco lanzaron varias misiones de saqueo en el territorio cartaginés del sur del Ebro y Publio Escipión llegó incluso a adentrarse hasta Sagunto en 214 a. C.. Durante estos años, tanto los romanos como los cartagineses se enfrentaron y sofocaron una serie de revueltas íberas.
Los hermanos Escipión no recibieron refuerzos desde Italia por culpa de la presión que los mismos romanos estaban sufriendo a manos de Aníbal en su propio territorio. Asdrúbal, por su parte, había recibido dos nuevos ejércitos bajo el mando de su hermano más joven Magón Barca y de Asdrúbal Giscón. Estos dos nuevos ejércitos se enfrentaron con los hermanos Escipión en algunas trifulcas con resultado poco decisivo durante los años 215 a. C. a 211 a. C.
Por su parte, los hermanos Escipión consiguieron persuadir a Sifax, rey de Numidia, para que iniciara hostilidades contra Cartago en 213 a. C. con un ejército entrenado militarmente por los romanos. Sin embargo, la situación en la península ibérica era lo suficientemente estable para que Asdrúbal Barca marchara hacia África para sofocar la rebelión de Sifax en 213/212 a. C. y pudiera regresar a Hispania a finales de 212 a. C. con otros 3000 númidas bajo el mando de Masinisa, que sería el futuro rey de Numidia. Mientras tanto, en Italia, Aníbal conseguía ganar Capua, capturar Tarento y mantener el control sobre Lucania, Calabria y Apulia. Los romanos habían conseguido tomar de nuevo el control de varias ciudades italianas y ponían cerco a Capua y Siracusa.

## Antecedentes
Los hermanos Escipión contrataron a 20 000 mercenarios celtíberos para reforzar su ejército de 30 000 hombres de infantería y 3000 de caballería. Conocedores de que los ejércitos cartagineses estaban asentados en lugares diferentes, con Asdrúbal Barca y 15000 hombres al borde de Amtorgis, y Magón Barca y Asdrúbal Giscón con otros 10 000 hombres más al oeste, los hermanos Escipión planearon dividir sus fuerzas. Consecuentemente, Publio tomó 20 000 soldados romanos y aliados y atacó a Magó en las cercanías de Cástulo, mientras que Gneu tomaba una doble legión de unos 10 000 hombres y los mercenarios para atacar a Asdrúbal Barca. La táctica provocó dos enfrentamientos, la batalla de Cástulo y la batalla de Ilorca que tendrían lugar en pocos días de diferencia una de la otra.

## La batalla
Al saber de los movimientos de los Escipión, Asdrúbal Barca había ordenado a los ejércitos de Giscón, Masinisa y Amtorgis, un caudillo aliado, que se unieran al de Magón, mientras la caballería ligera de Masinisa hostilizó día y noche la marcha de Publio Escipión. Este, una vez fue informado de que el caudillo ilergeta Indíbil también se estaba desplazando con 7500 íberos hacia su retaguardia, dudó y decidió no enfrentarse a Magón pues temía ser rodeado por las fuerzas enemigas. Así pues, optó por atacar al caudillo ilergeta y, dejando a 2000 soldados en el campamento bajo el mando del legado Tiberio Fonteo, salió al ataque en plena noche. Escipión marchó toda la noche y cayó sobre los íberos apenas de madrugada. Gracias al factor sorpresa y su ventaja numérica de 18 000 hombres contra 7500, tomó rápidamente la iniciativa, pero a pesar de todo, los íberos consiguieron resistir tiempo suficiente hasta la llegada de la caballería númida, a la que Escipión tenía la esperanza de haber eludido.
Con Masinisa atacando desde el flanco, el ataque romano comenzó a flaquear y cuando llegaron Magón y Asdrúbal Giscón, solo fue cuestión de tiempo que acabaran de romper las filas romanas, huyeron y dejaron atrás a Publio Escipión y buena parte de las tropas, muertas en el campo de batalla. Magón, una vez los númidas habían saqueado los despojos de los vencidos, marchó hacia la posición de su hermano Asdrúbal.

## Hechos posteriores
Pocos días después, una vez unificadas todas las fuerzas cartaginesas,  derrotaron a Cneo Cornelio Escipión en la batalla de Ilorca, en la que éste resultó muerto. Los pocos romanos que pudieran huir llegaron al norte del Ebro donde finalmente se organizaron en un ejército de 8.000 soldados, pero los jefes cartagineses no llevaron a cabo ninguna acción coordinada para acabar con la amenaza de los supervivientes.
A finales de 211 a. C., Roma envió unos 10 000 soldados más a Hispania, bajo el mando de Cayo Claudio Nerón, pero este no logró ninguna victoria espectacular, si bien de nuevo los cartagineses tampoco lanzaron ningún ataque serio sobre los romanos en la península. Lamentaron más tarde no haber aprovechado la ocasión, pues con la llegada de Escipión el Africano, hijo de Publio Escipión, en frente de otros 10 000 hombres del año 210 a. C., los cartagineses fueron derrotados en la batalla de Cartagena el año 209 a. C.